# Hrabstwo Dorchester (Karolina Południowa)
Hrabstwo Dorchester (ang. Dorchester County) – hrabstwo w stanie Karolina Południowa w Stanach Zjednoczonych.

## Geografia
Według spisu z 2000 roku obszar całkowity hrabstwa obejmuje powierzchnię 577 mil2 (1494,42 km²), z czego  575 mil2 (1489,24 km²) stanowią lądy, a 2 mile2 (5,18 km²) stanowią wody. Według szacunków United States Census Bureau w roku 2012 miało 142 496 mieszkańców. Jego siedzibą administracyjną jest St. George.

### Miasta
- Harleyville
- Reevesville
- Ridgeville
- St. George

### Sąsiednie hrabstwa
- Hrabstwo Bamberg (zachód)
- Hrabstwo Berkeley (wschód)
- Hrabstwo Charleston (południowy wschód)
- Hrabstwo Colleton (południowy zachód)
- Hrabstwo Orangeburg (północny zachód)